# Grande Cascade de Tendon
La Grande Cascade de Tendon est une chute d'eau du massif des Vosges située entre les communes de Tendon et du Tholy.

## Géographie

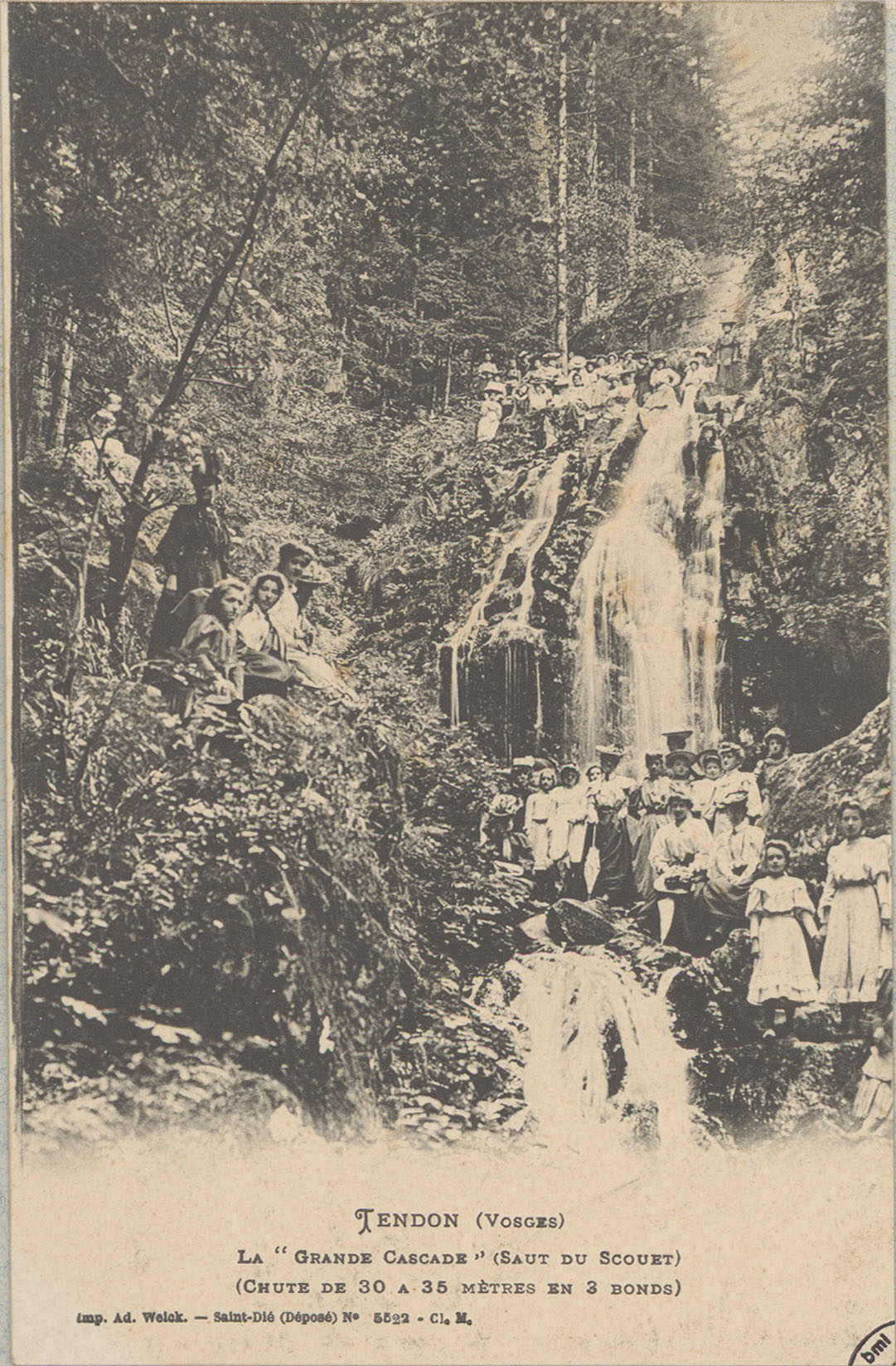
Vue historique de la Grande Cascade (carte postale Adolphe Weick).

La Grande Cascade de Tendon est située sur la limite des communes de Tendon et du Tholy. La cascade se trouve sur le ruisseau le Scouet, un affluent de la Moselle par le Barba et la Vologne.